# アクセル・エルベレ
アクセル・エルベレ（Axel Hervelle）ことアクセル・マリー・ギュスターヴ・エルベレ（Axel Marie Gustave Hervelle、1983年5月12日 - ）は、ベルギーのプロバスケットボール選手。スペイン男子プロバスケットボールリーグ1部リーガACBの名門CBビルバオ・ベリー所属。ワロン地域リエージュ州リエージュ出身。ポジションはパワーフォワード。205cm、110kg。